# Dave Hebner
Dave Hebner (nascido em 17 de maio de 1949 em Richmond, Virginia) é um wrestler profissional, promotor, executivo e árbitro estadunidense. Atualmente, Hebner é o dono da United Wrestling Federation (UWF), que opera na Virgínia. É irmão de Earl Hebner, considerado o maior árbitro de todos os tempos.